# 新圩镇 (惠州市)
新圩镇，是中华人民共和国广东省惠州市惠阳区下辖的一个乡镇级行政单位。

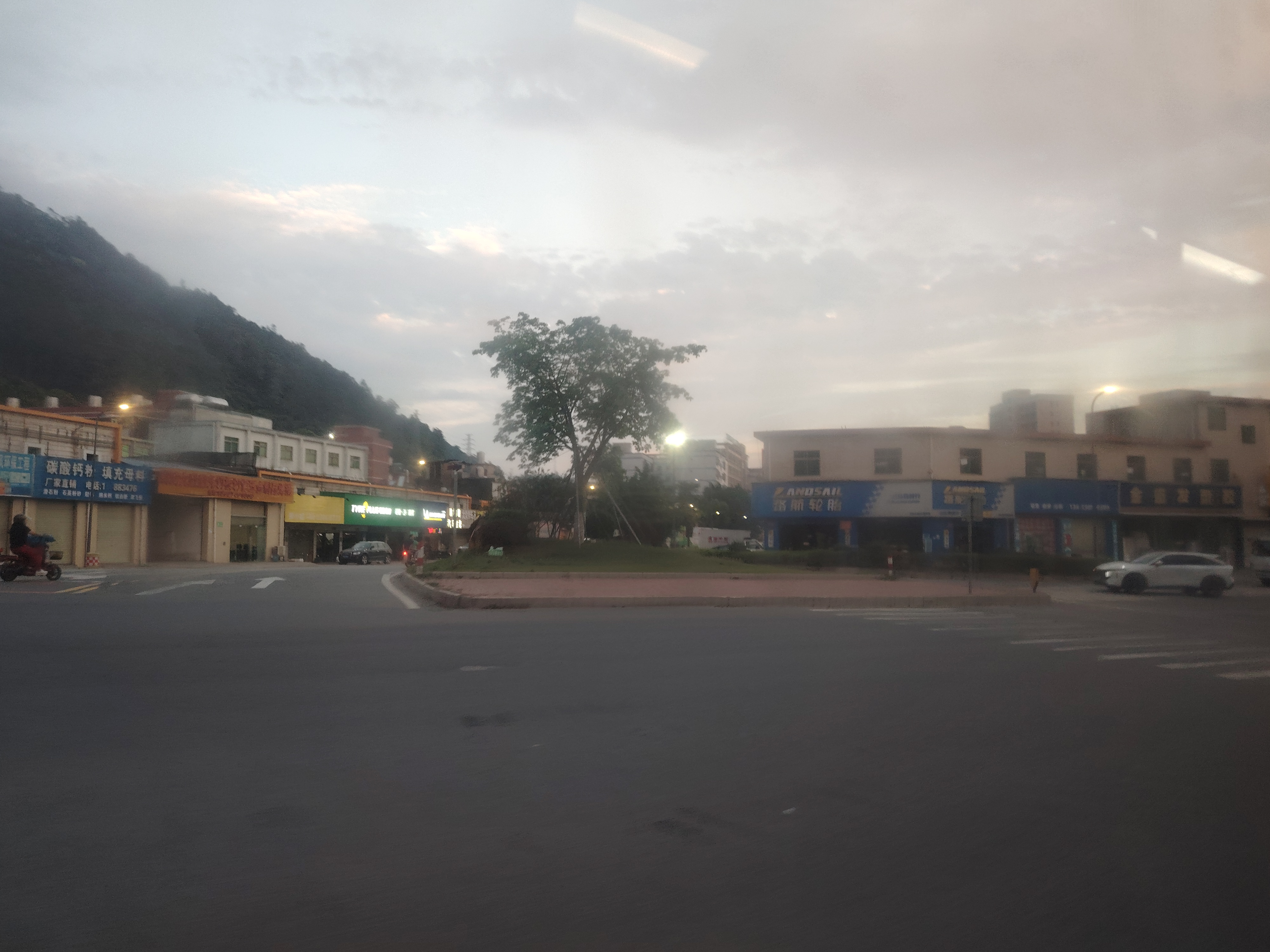
新圩新秋路口，是镇里最重要的路口，可通往仲恺区，惠阳区，深圳坪山

## 行政区划
新圩镇下辖以下地区：
新圩社区、长布村、花果村、新联村、元洞村、新丰村、产径村、东风村、约场村、红田村、红卫村和南坑村。